# Moose Jaw—Lake Centre—Lanigan
Circonscription électorale fédérale du Canada
Moose Jaw—Lake Centre—Lanigan est une circonscription électorale fédérale canadienne dans la province de la Saskatchewan. Elle a été créée en 2012 des circonscriptions de Blackstrap, Palliser, Regina—Lumsden—Lake Centre, Souris—Moose Mountain et Saskatoon—Humboldt.
Située au centre de la province, les circonscriptions limitrophes sont Yorkton—Melville, Souris—Moose Mountain, Saskatoon—Grasswood, Regina—Wascana, Regina—Qu'Appelle, Regina—Lewvan, Sentier Carlton—Eagle Creek et Cypress Hills—Grasslands.

## Députés
| Législature | Années        | Député | Député        | Parti        |
| --- | ------------- | ------ | ------------- | ------------ |
| Moose Jaw—Lake Centre—Lanigan issue d'une partie de Blackstrap, Palliser, Regina—Lumsden—Lake Centre, Souris—Moose Mountain et Saskatoon—Humboldt |               |        |               |              |
| 42e | 2015–2019     |        | Tom Lukiwski  | Conservateur |
| 43e | 2019–2021     |        | Tom Lukiwski  | Conservateur |
| 44e | 2021–2025     |        | Fraser Tolmie | Conservateur |
| 45e | 2025–en cours |        | Fraser Tolmie | Conservateur |

## Résultats électoraux
Modèle:Élection générale canadienne de 2025 — Moose Jaw—Lake Centre—Lanigan
|       | Candidat         | Parti        | # de voix | % des voix |
|       | (x) Tom Lukiwski | Conservateur | +23 273,  | 55,46 %    |
|       | Perry Juttla     | Libéral      | +07 545,  | 17,98 %    |
|       | Dustan Hlady     | NPD          | +09 978,  | 23,78 %    |
|       | Shawn Setyo      | Vert         | +00961,   | 2,29 %     |
|       | Robert Thomas    | Rhinocéros   | +00208,   | 0,5 %      |
| Total | Total            | Total        | 41 965    | 100 %      |